# Sohanlal Kanwar
Pour les articles homonymes, voir Kanwar.
Sohanlal Kanwar, né au XXe siècle, est un réalisateur indien.
En 1973, lors de la 20e cérémonie des Filmfare Awards il a été récompensé des prix de meilleur réalisateur et meilleur film pour son film Be-Imaan (pour lequel Manoj Kumar reçu celui de meilleur acteur).

## Filmographie
- 1972 : Be-Imaan